# Antonio Candido
Antônio Cândido de Mello e Souza, conegut i grafiat com Antonio Candido   (Rio de Janeiro, 24 de juliol de 1918 - São Paulo, 12 de maig de 2017), va ser un sociòleg, crític literari i professor universitari brasiler.

## Carrera professional
Estudiós de la literatura brasilera i estrangera, és autor d'una obra crítica extensa, respectada en les principals universitats del Brasil. A l'activitat de crític literari s'hi va sumar l'acadèmica, com a professor de la Facultat de Filosofia, Lletres i Ciències Humanes de la Universitat de São Paulo (USP), on, entre altres fets, va introduir, el 1962, els estudis de literatura comparada. Va ser professor emèrit de la USP i de la Universitat Estatal Paulista (UNESP), i va ser doctor honoris causa de la Universitat Estatal de Campinas (Unicamp) i de la Universitat de la República de l'Uruguai.
És considerat un dels grans exponents de la crítica literària brasilera pel fet que les seves obres s'han convertit en base essencial pel debat de la formació literària nacional, associada a una construcció sociològica i a l'humanisme. De mètode dialèctic, comparatista i sociològic, va anticipar la interdisciplinarietat per entendre la literatura com una expressió de la cultura brasilera. Com militant polític, va ser un dels diversos precursors del socialisme democràtic en el Brasil.
Va crear el Suplemento Literário, un suplement de crítica del diari O Estado de S. Paulo, que es va publicar entre 1956 i 1966, amb la col·laboració de Paulo Emílio Salles Gomes, Wilson Martins, el propi Antonio Candido i altres. És vist com el marc inaugural del pensament crític brasiler. La seva obra més influent, Formação da Literatura Brasileira, va ser llançada el 1959. Va estrènyer relacions i amistats amb almenys dues de les grans generacions d'importants escriptors brasilers, com Oswald de Andrade, Guimarães Rosa o Graciliano Ramos.
Entre els diversos premis obtinguts pel seu treball, va rebre el Premi Jabuti el 1965 i novament el 1993, el Premi Machado d'Assis també el 1993, el Premi Anísio Teixeira el 1996 i el Premi Camões de 1998.

## Vida personal

### Família
Antonio Candido va casar-se amb Gilda de Mello i Souza, professora del Departament de Filosofia de la USP. Gilda va morir el dia de Nadal de 2005. Van tenir tres filles: Ana Luísa, Laura i Marina (les dues últimes també han sigut professores de la USP). Antonio Candido va morir el 12 de maig de 2017, a São Paulo, a causa d'una hèrnia hiatal inoperable.

### Vida política
Durant la seva vida, Antonio Candido va estar sempre vinculat als moviments polítics d'esquerra, un dels militants de base més reconeguts del país. Durant l'era Vargas, va donar suport a les accions del Grupo Radical de Ação Popular i va dirigir un diari clandestí. Posteriorment, va afiliar-se al Partido Socialista Brasileiro, amb els que va optar a un escó de diputat estatal. Posteriorment, va participar en la fundació del Partido dos Trabalhadores.